# Diadegma lactibiator
Diadegma lactibiator là một loài tò vò trong họ Ichneumonidae.